# Vila Preciosa
Vila Preciosa (též Villa Präziosa) je neorenesanční vila v Karlových Varech.

## Historie
Projektová dokumentace pochází z roku 1902, vila samotná pak byla budována v letech 1902–1903. Oplocení bylo dobudováno v roce 1905. V roce 1915 mělo dojít k zastřešení původně otevřené terasy, tento plán však nebyl realizován. Investorem stavby byl karlovarský stavitel Josef Waldert.
Po druhé světové válce byl objekt znárodněn a rozdělen na samostatné byty.
Od ledna 2024 je vila kulturní památkou.

## Architektura
Budova je samostatně stojící čtyřpatrový dům s nápadnou mansardovou zvalbenou střechou. Stojí na přibližně obdélníkovém půdorysu, ale je doplněna množstvím rizalitů, lodžií a teras. Uliční průčelí je zdobeno vypouklým rizalitem s balkónem s volutovým štítem, v sousední ose jsou ve všech čtyřech patrech lodžie s rohovým pilířem. V průčelí do boční ulice zaujme trojboký rizalit završený věží s přilbovitou střechou s hrotnicí s koněm či beránkem. Fasády ve spodních patrech jsou zdobeny rustikou, ve vyšších patrech pak lizénami s prstenci. Okna jsou zdobena štukovými šambránami a suprafenestrami. Zábradlí lodžií a balkónů je buď ve formě balustrády, nebo kované s rokokovým dekorem.
Součástí památkové ochrany je také původní oplocení s kamennou podezdívkou a kovovými plotovými dílci a rovněž terasovitě upravená zahrada.